# Contea di Tillman
La contea di Tillman ( in inglese Tillman County ) è una contea dello Stato dell'Oklahoma, negli Stati Uniti. La popolazione al censimento del 2000 era di 9 287 abitanti. Il capoluogo di contea è Frederick.